# Solarstrom

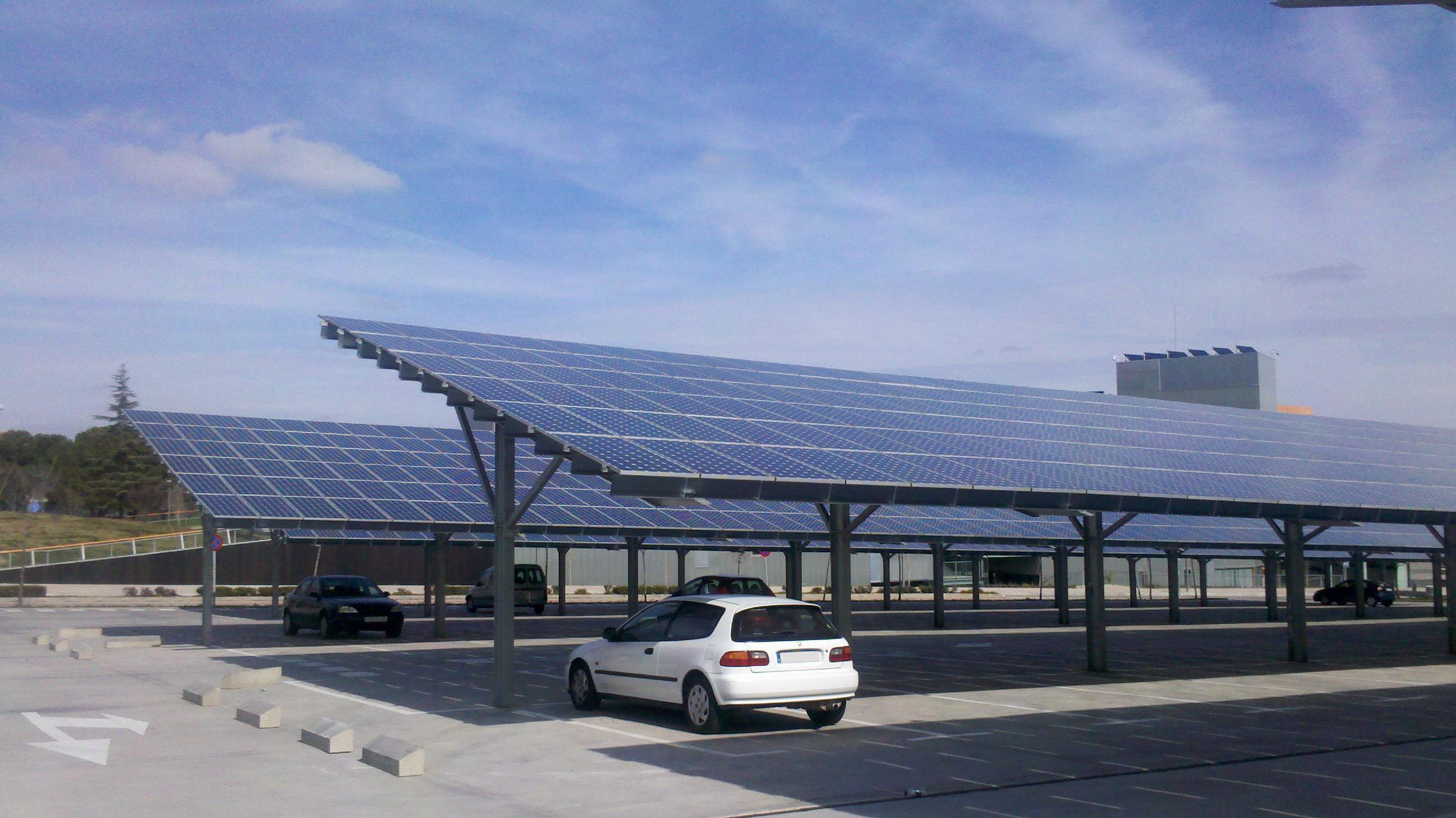
Mit Photovoltaikanlagen überdachter Parkplatz

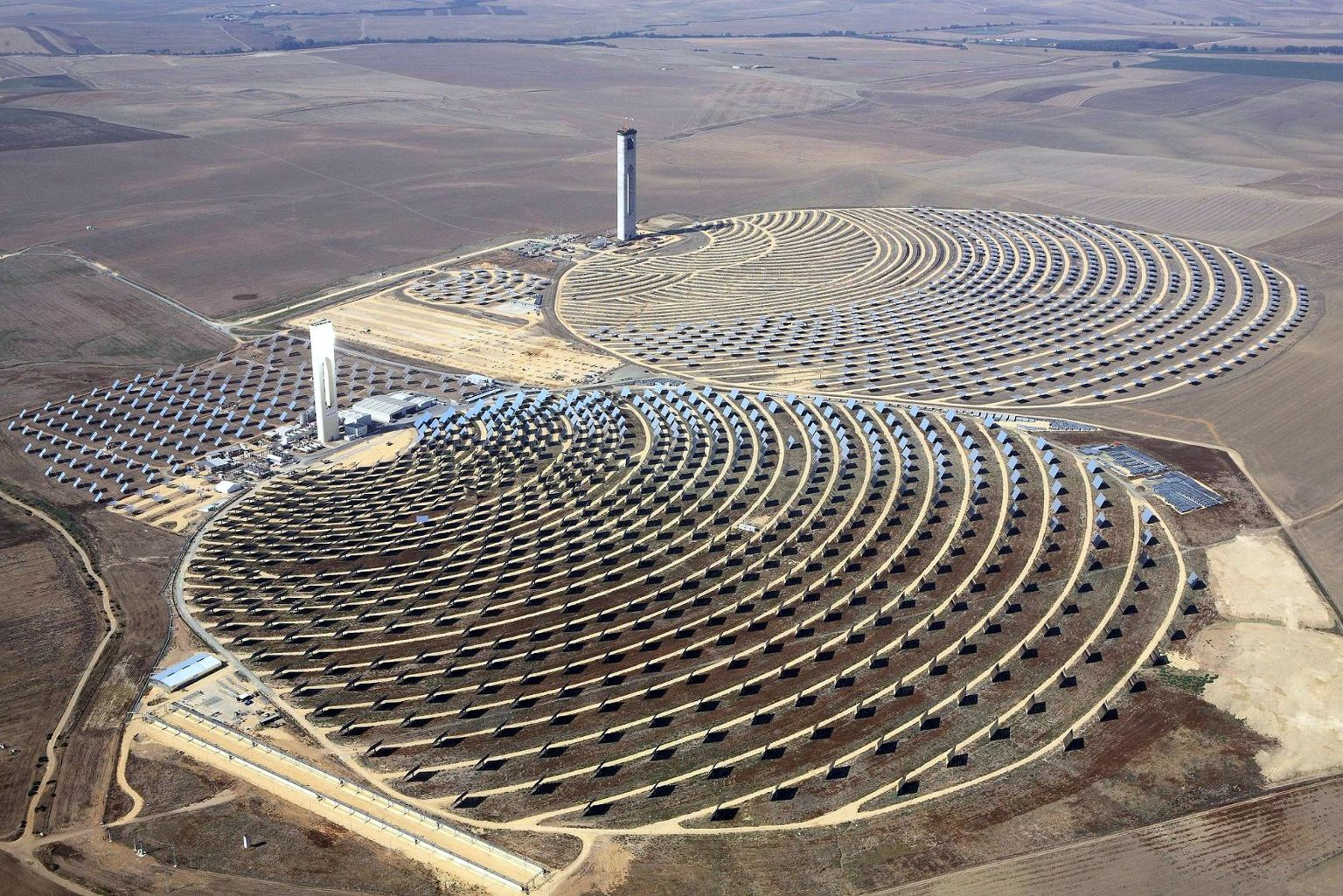
Solarwärmekraftwerk PS10 bei Sevilla, Spanien

Solarstrom bezeichnet umgangssprachlich elektrische Energie, die durch eine Solaranlage aus Sonnenenergie umgewandelt wurde. Solarstrom zählt zu den erneuerbaren Energien, da sie auf der Erde tagsüber täglich zur Verfügung steht und die Sonne, nach menschlichen Maßstäben betrachtet, eine praktisch unerschöpfliche Energiequelle darstellt.
Solarstrom kann durch Photovoltaikanlagen oder mit Sonnenwärmekraftwerken (über den Umweg mittels Solarthermie) erzeugt werden. Die mit großem Abstand bedeutendste Form der Solarstromerzeugung weltweit ist die Photovoltaik, weitere Kraftwerkstypen sind Solarfarmkraftwerke, Solarturmkraftwerke, Solar-Stirling-Anlagen und Aufwindkraftwerke. Solarenergie gilt aufgrund ihres sehr großen Potentials zusammen mit der Windenergie als wichtigste zukünftige Energiequelle im Rahmen der Energiewende.
Die Produktion von Solarstrom ist abhängig von Jahreszeit, Tageszeit und Wetterlage. Der Betreiber kann die Verschattung durch Aufbauten oder Bäume verhindern und die für ihn optimale Ausrichtung bestimmen. Die Anzahl von Solarstromanlagen mit Batteriespeicher stieg in Deutschland von 5.000 Speichern im Jahr 2013 auf 1,8 Millionen im Jahr 2024. Weitere Möglichkeiten zur Speicherung ergeben sich aus der Produktion von Kraftstoffen wie Wasserstoff, Methan oder Methanol.
In Deutschland und der Schweiz wird Solarstrom nur mit Photovoltaikanlagen produziert.